# Мехргон (район Рудаки)
Мехргон (тадж. Меҳргон) — село в районе Рудаки Республики Таджикистан. Входит в состав джамоата (сельской общины) Султонобод.
Прежнее название — Мингботман (до 2008 года).
Находится на расстоянии 20 км от районного центра (пгт. Сомониён) и 2 км от центра джамоата (село Султонобод).
Население — 503 чел. (2017).